# Kavi (2009)
Kavi ist ein US-amerikanisch-indischer Kurzfilm von Gregg Helvey aus dem Jahr 2009.

## Handlung
Im indischen Maharashtra lebt der junge Kavi mit seinen Eltern in einer Behausung, die zu einer Ziegelbrennerei gehört. Kavis Vater schuldet dem Inhaber 10.000 Rupien und muss die Schulden mit seiner Familie abarbeiten. Kavi hinterfragt die tägliche Arbeit nicht und ist stolz, da der Ziegeleiinhaber ihn als schnellsten Arbeiter der Ziegelei lobt.
Eines Tages sieht Kavi unweit der Ziegelei Schulkinder in Uniform, die Cricket spielen. Da er sie beobachtet und nicht arbeitet, muss er zum Chef gehen. Der verspricht ihm, mit ihm Cricket zu spielen, wenn Kavi schnellstmöglich einen hohen Stapel unbrauchbarer Ziegel entsorgt. Kavi arbeitet, bis seine Hände blutig sind. Zufällig sieht er unweit der Ziegelei zwei Sozialarbeiter, die einen der Arbeiter der Ziegelei zu den Arbeitsbedingungen befragen. Kavi wird von ihnen entdeckt und mit Keksen und Limonade versorgt, doch flieht er ängstlich und wird vom Aufpasser der Ziegelei geschnappt. In der Ziegelei wird er für das Wegbleiben von der Arbeit geschlagen.
Am nächsten Tag sieht Kavi die Schulkinder wieder, die ihren Cricketball zu weit schlagen, sodass er vor Kavis Füße fällt. Er bringt den Ball zu den Kindern und wird dafür vom Chef in dessen Hütte angekettet. Er soll am Abend eine Entscheidung treffen, ob er zukünftig weiterarbeiten wird. In der Hütte sieht Kavi bald darauf, wie alle Arbeiter – auch seine Eltern – mit einem Lastwagen weggebracht werden. Der Chef erscheint in der Hütte und weist Kavi an, still zu sein. Kurz darauf erscheinen die beiden Sozialarbeiter mit Polizisten. Sie wollen die Arbeiter, die wie Sklaven gehalten werden, befreien. Der Chef erklärt, dass keine Arbeiter da seien. Kavi gelingt es, sich von seiner Fessel zu befreien und nach draußen zu rennen. Obwohl der Inhaber der Ziegelei versucht, ihn davon abzuhalten, geht Kavi mit den Sozialarbeitern fort. Ohne Angst läuft er dabei auf noch frischen Ziegeln lang und macht sie durch seine Fußabdrücke unbrauchbar.

## Produktion
Kavi beschäftigt sich mit der modernen Sklaverei der Schuldknechtschaft, so weist der Abspann darauf hin, dass weltweit rund 27 Millionen Menschen in moderner Sklaverei gefangen sind. Der Film entstand als Abschlussarbeit Gregg Helveys an der University of Southern California. Die Arbeit am Film begann im September 2006 und nahm rund 2,5 Jahre in Anspruch, die eigentliche Drehzeit umfasste sieben Tage. Gedreht wurde im Ort Shirwal in Maharashtra, wobei das Team ohne offizielle Drehgenehmigung arbeitete.

## Auszeichnungen
Bei den Student Academy Awards wurde Kavi 2009 in der Kategorie „Narrative“ mit einer Goldmedaille ausgezeichnet. Auf dem USA Film Festival erhielt er im selben Jahr den Großen Preis als „Bester Kurzfilm“.
Kavi wurde 2010 für einen Oscar in der Kategorie „Bester Kurzfilm“ nominiert. Auf dem Aspen Shortsfest gewann er 2010 den Preis der Jugendjury. Beim Filmfestival Lucas erhielt der Film 2010 den Preis für den „Besten Kurzfilm“.